# Jenny Mollen
Jenny Mollen (Phoenix, 30 de maio de 1979) é uma atriz norte-americana conhecida por sua atuação de Nina Ash na série televisiva Angel.

## Vida e carreira
Mollen nasceu em Phoenix, Arizona. Se casou com o ator Jason Biggs no dia 23 de abril de 2008.